# Georges Kleiber
Georges Kleiber (* 1944 in Sélestat, Département Bas-Rhin) ist ein französischer Sprachwissenschaftler. Er lehrte als Universitätsprofessor für Französische Linguistik und Allgemeine Sprachwissenschaft an der Université de Strasbourg.

## Lehre und Forschung
Kleiber forschte überwiegend in den Bereichen der lexikalischen und pragmatischen Semantik. Bis 2007 war er Mitglied der Forschungsgruppe Lilpa (linguistique, langues, parole) der Philosophischen Fakultät der Université de Strasbourg. Darüber hinaus war er für verschiedene französische und internationale Zeitschriften tätig und arbeitete mit Universitäten weltweit (u. a. Porto, Tel Aviv, Bukarest, Brüssel) zusammen. Er hat insgesamt über 330 wissenschaftliche Artikel und 11 Bücher veröffentlicht und verschiedene wissenschaftliche Auszeichnungen erhalten, darunter die Silbermedaille des Centre national de la recherche scientifique, den Ordre des Palmes Académiques und die Ehrendoktorwürde der Universität Uppsala und der Universität Aarhus.

## Publikationen (Auswahl)
- Du côté de la référence verbale. Les phrases habituelles. Lang, Bern u. a. 1987
- L' article LE générique. La généricité sur le mode massif. Droz, Genève/Paris 1990
- Prototypensemantik. Eine Einführung. Narr, Tübingen 1993
- Nominales. Essais de sémantique référentielle. Colin, Paris 1994
- mit Günter Kochendörfer und Martin Riegel (Hrsg.): Kognitive Linguistik und Neurowissenschaften. Referate des gleichnamigen EUCOR-Kolloquiums im Herbst 1998 in Freiburg. Narr, Tübingen 1999
- mit Martin Riegel: Théories sémantiques, sens catégoriel et diachronie Données et arguments. In: F. Lebsanft, M.-D. Glessgen (Hrsg.): Historische Semantik in den romanischen Sprachen. Niemeyer, Tübingen 2004, S. 31–41.